# Buckman (Minnesota)
Buckman es una ciudad ubicada en el condado de Morrison en el estado estadounidense de Minnesota. En el Censo de 2010 tenía una población de 270 habitantes y una densidad poblacional de 102,2 personas por km².

## Geografía
Buckman se encuentra ubicada en las coordenadas 45°53′50″N 94°5′37″O / 45.89722, -94.09361. Según la Oficina del Censo de los Estados Unidos, Buckman tiene una superficie total de 2.64 km², de la cual 2.64 km² corresponden a tierra firme y (0%) 0 km² es agua.

## Demografía
Según el censo de 2010, había 270 personas residiendo en Buckman. La densidad de población era de 102,2 hab./km². De los 270 habitantes, Buckman estaba compuesto por el 98.89% blancos, el 1.11% eran afroamericanos, el 0% eran amerindios, el 0% eran asiáticos, el 0% eran isleños del Pacífico, el 0% eran de otras razas y el 0% pertenecían a dos o más razas. Del total de la población el 2.59% eran hispanos o latinos de cualquier raza.